# ساختمان اداره گمرک تبریز
اداره گمرک تبریز مربوط به دوره پهلوی اول است و در تبریز، در جاده سنتو واقع شده و این اثر در تاریخ ۱۲ بهمن ۱۳۸۱ با شمارهٔ ثبت ۷۳۷۰ به‌عنوان یکی از آثار ملی ایران به ثبت رسیده است. گمرک تبریز از گمرکات قدیمی کشور بوده و بنای ساختمانی فعلی آن بیش از ۸۰ سال است تأسیس گردیده این گمرک در ضلع غربی شهر تبریز و در مسیر جاده ترانزیتی ایران - ترکیه قرار گرفته است، از شمال به اداره راه و ترابری، از شرق به جاده تبریز ـ مراغه و از جنوب و غرب به محوطه راه آهن منتهی می‌گردد. یک رشته ریل آهن قطار باری از داخل گمرک عبور می‌نماید، در محل ساختمان اداری گمرک مرکز خدمات صادرات استان قرار گرفته است که کلیه خدمات صادرکنندگان از طرف سازمانهای مستقر در این مرکز انجام می‌گیرد. گمرک تبریز از گمرکات مهم صادراتی کشور بوده و این گمرک نقش عمده‌ای در این امر مهم داشته است.